# Rathaus Halifax

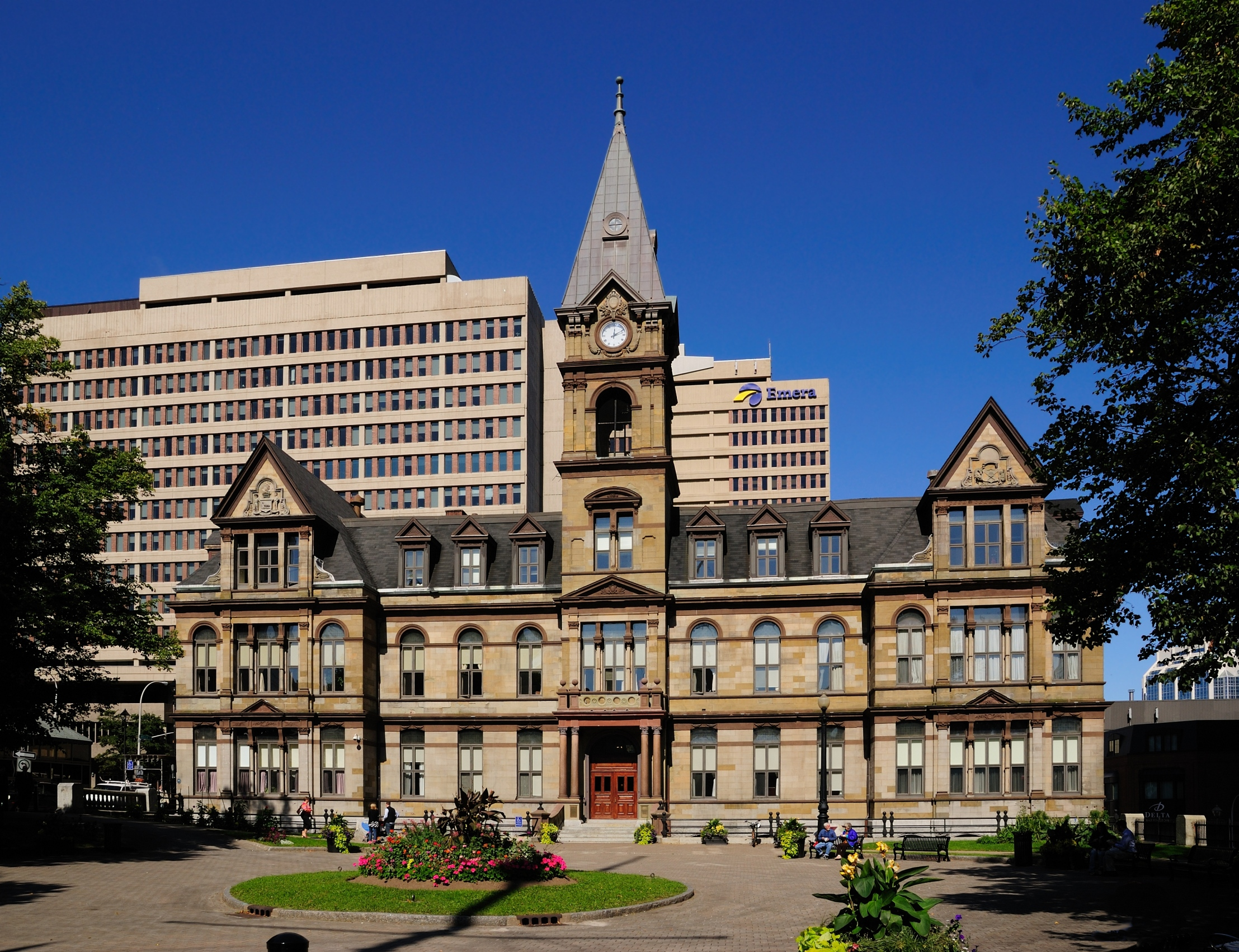
Rathaus Halifax, von der Grand Parade aus gesehen

Das Rathaus Halifax ist der Sitz der Stadt- und Regionalverwaltung von Halifax (Halifax Regional Municipality). Seit der Verschmelzung am 1. April 1996 gehört neben der Stadt Halifax auch Dartmouth, Bedford sowie der Kreis Halifax (County of Halifax) zum Verwaltungsbezirk. Das Rathausgebäude befindet sich in der Innenstadt von Halifax an der Grand Parade gelegen, einem Platz, welcher früher für Militärparaden genutzt wurde. Das Gebäude wurde zwischen 1887 und 1890 errichtet und von Edward Elliot entworfen. Es gehört zu den ältesten und größten Verwaltungsgebäuden von Nova Scotia. Das aus rotem Sandstein bestehende Rathaus hat in der Mitte einen siebenstöckigen Uhrenturm. Die an der Nordseite befindliche Uhr zeigt permanent die Uhrzeit 9:04 Uhr an und erinnert damit an den Zeitpunkt der Halifax-Explosion am 6. Dezember 1917.